# La joven de Amajac
La joven de Amajac es un monolito huasteco hecho en piedra caliza y se conserva en el Recinto Cultural de la localidad Hidalgo Amajac, en el municipio de Álamo Temapache, Ver. Data del Periodo posclásico mesoamericano.

## Descripción
La escultura de bulto representa a una joven de clase alta o de alta jerarquía del pueblo Téenek. El personaje muestra un tocado con dos mechones de pelo y un gorro con representaciones de jade. Además muestra algunas joyas como collar, pendientes y un adorno ritual en forma de gota, llamada por los pueblos de habla nahua oyohualli. En el caso del rostro, tiene oquedades en los espacios en los que probablemente llevó ojos hechos con concha y obsidiana, a la usanza de las esculturas de la época. La nariz es mediana, recta y la boca se muestra abierta. Tiene el torso desnudo y lleva una falda. La mujer tiene colocadas las manos a la altura del vientre, signo que remite a la fertilidad.
Tiene una altura de 2 metros, un ancho de 49 centímetros y un espesor de 29. La figura humana en sí tiene una medida de 1.45 centímetros.

## Historia
La escultura fue hallada en un campo de cultivo de cítricos en la población de Hidalgo Amajac, municipio de Álamo Temapache, Veracruz, el 1 de enero de 2021, en un área cercana a yacimientos arqueológicos en la ribera del Río Tuxpan.

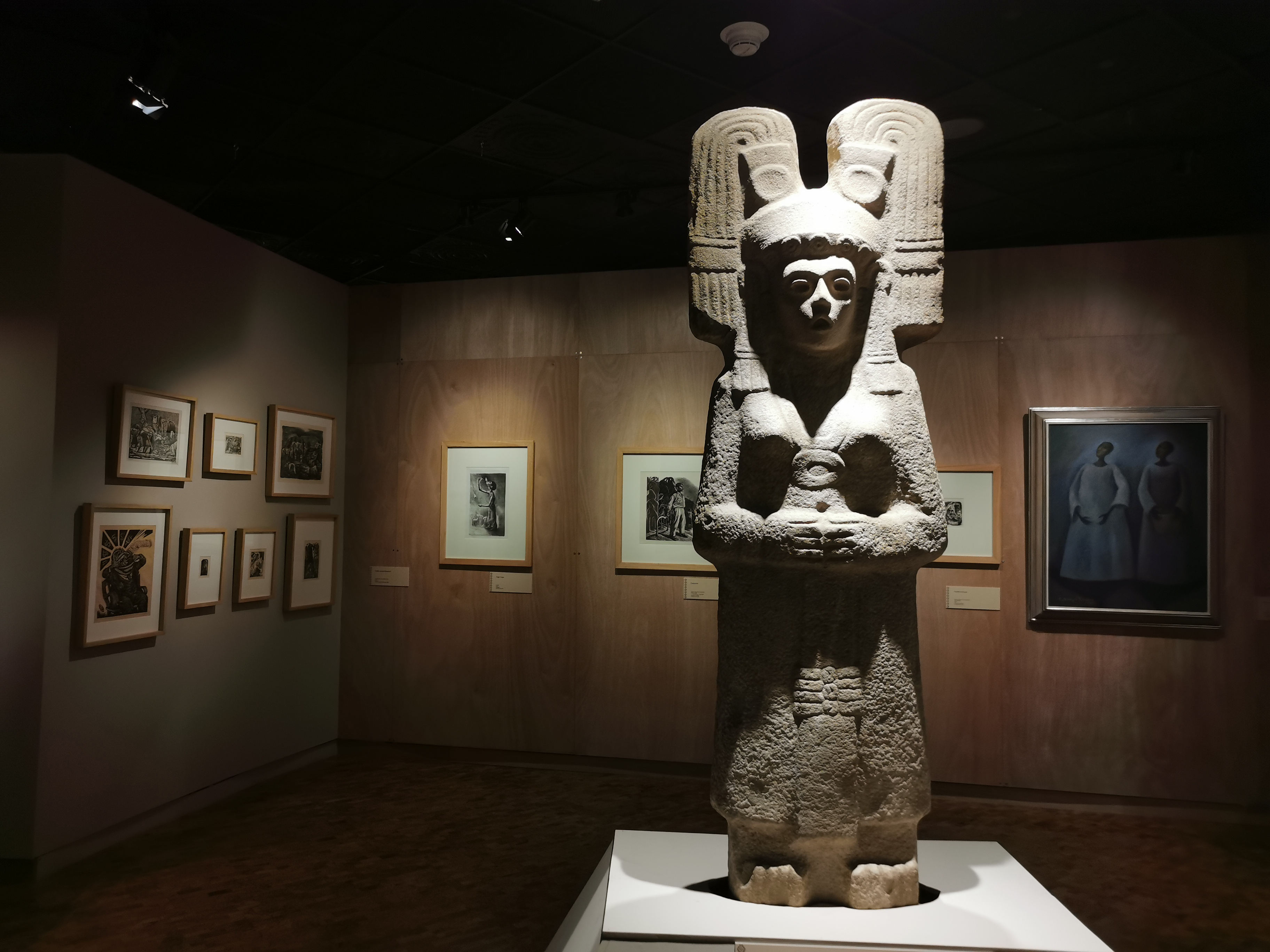
Vista de La joven de Amajac

Luego de una polémica relacionada al retiro de esculturas de conquistadores, personajes colonialistas o españoles en el continente americano y ante el amago de grupos sociales de derrumbar la estatua de Cristóbal Colón en el monumento de Paseo de la Reforma, el Gobierno de la Ciudad de México decidió retirar la escultura colombina y la de los cuatro personajes adyacentes a él. Fue anunciado que la sustitución sería hecha con una escultura contemporánea, Tlalli, del artista Pedro Reyes.
Ante una nueva serie de críticas por distintos grupos indígenas, en octubre de 2021 el Comité de Monumentos y Obras Artísticas en el Espacio Público de la Ciudad de México decidió que se colocará una réplica de La joven de Amajac en sustitución de la figura del navegante italiano.